# Danielle Scott-Arruda
Danielle Scott-Arruda (* 1. Oktober 1972 in Baton Rouge, Louisiana, Vereinigte Staaten) ist eine ehemalige US-amerikanische Volleyballspielerin. Sie nahm an fünf olympischen Turnieren teil und wurde 2002 Vizeweltmeisterin.

## Karriere
Scott-Arruda begann mit dem Volleyball als Schülerin der Woodlawn High School in ihrer Heimatstadt. Dort war sie außerdem im Basketball, Softball und in der Leichtathletik aktiv. Als sie 1990 mit einem Stipendium zur California State University kam, spielte sie weiterhin Volleyball und Basketball. 1993 wurde sie als „National Player of the Year“ und verhalf ihrem Team zum Gewinn der NCAA-Meisterschaft. Nach ihrem Abschluss 1994 wurde sie in die Nationalmannschaft berufen und konzentrierte sich drei Jahre lang auf das US-Team, mit dem sie 1995 den World Grand Prix gewann. 1996 in Atlanta nahm sie erstmals an den Olympischen Spielen teil und in der folgenden Saison wechselte sie nach Italien zu Gierre Roma und gewann den CEV-Cup. Im Sommer 1997 testete sie eine Volleyball-Variante mit vier Spielern, bevor sie für ein Jahr nach Brasilien zu Uniao São Paulo ging. Anschließend beschränkte sie sich wieder für drei Jahre auf die Nationalmannschaft. Außerdem startete sie erfolglose Versuche in der Women’s National Basketball Association. Im Sommer 2000 erlebte sie nicht nur ihr zweites olympisches Volleyballturnier, sondern trat auch als Beachvolleyballerin beim Turnier der FIVB World Tour in Madrid sowie bei zwei Turnieren der amerikanischen AVP Tour an. Nach dem Gewinn der NORCECA-Meisterschaft und des Grand Prix 2001 (als wertvollste Spielerin sowie beste Scorerin und Blockerin) setzte sie ihre Vereinskarriere in Brasilien bei BCN Osasco fort. Bei der Weltmeisterschaft 2002 hatte sie als beste Blockerin des Turniers großen Anteil am Einzug ins Endspiel, das die USA im Tiebreak gegen Italien verloren. In der folgenden Saison spielte Scott-Arruda beim japanischen Verein Pioneer Red Wings. Nachdem sie mit der Nationalmannschaft 2003 den NORCECA-Titel verteidigt und den Pan American Cup gewonnen hatte, wechselte sie nach Italien zum Chieri Volley Club, mit dem sie im Top Teams Cup siegte. Ein Jahr später war sie zum dritten Mal in Folge bei den Olympischen Spielen aktiv und 2005 gelang ihr das Triple bei der kontinentalen Meisterschaft. In den Spielzeiten 2006/07 und 2007/08 stand sie bei den brasilianischen Vereinen Cimed Macae und Finasa Osasco unter Vertrag. 2008 in Peking gelang ihr bei der vierten Olympiateilnahme mit dem Gewinn der Silbermedaille der größte Erfolg in diesem Wettbewerb. Danach wechselte sie erneut nach Italien zu Florens Castellana Grotte. Nach einer Babypause 2009/10 spielte sie zwei Jahre bei São Bernardo Vôlei. 2012 in London konnte Scott-Arruda bei ihrer fünften Olympiateilnahme erneut die Silbermedaille gewinnen. Danach war sie bei Praia Clube Uberlândia, bei Indias de Mayagüez und bei Brasília Vôlei aktiv.
2016 wurde sie in die „Volleyball Hall of Fame“ aufgenommen.

## Privates
Im Herbst 1994 erlangte Scott-Arruda ihren Bachelor in Liberal Arts an der California State University. Am 15. Juli 2006 heiratete sie in ihrer Heimatstadt den brasilianischen Volleyballer Eduardo „Pezao“ Arruda, mit dem sie seit 2010 eine Tochter hat.